# 瘤久保慎司
瘤久保 慎司（こぶくぼ しんじ）は、日本のライトノベル作家である。

## 経歴
埼玉県で生まれ育った。高校卒業後は音楽専門学校でプロモーションビデオなどを制作する学部で映像を専攻し、その後も映像を撮影する想いが残っていたことから美術大学の映像科に進学した。大学卒業後は、ゲーム会社に就職した。しかし、カメラを回して映像を編集する作業に苦痛を覚え始めたことから小説執筆を開始し、個人で作品を作り上げることを志して退職した。第23回電撃小説大賞では「松茸守りの西垣」で3次落選しており、これが自身初となる小説公募への応募だったと話している。ゲーム会社を退職した頃に、第24回電撃小説大賞では『錆喰いビスコ』で銀賞を獲得した。「このライトノベルがすごい!2019」では、『錆喰いビスコ』が文庫部門の総合部門と新作部門で史上初となるダブル1位を獲得している。2021年3月に『錆喰いビスコ』のテレビアニメ化が決定し、2022年1月からアニメが放映された。2021年12月12日開催の「電撃文庫 冬の祭典オンライン2021」では、ネットサイン会に出演している。

## 人物
『キマイラ・吼』や『餓狼伝』などの作者である夢枕獏のファンだと話し、自身の作品にも影響を与えていると話している。また、椎名誠のSF長編『アド・バード』に小学校の頃、ハマったことが、滅んだ世界の話を描いた『錆喰いビスコ』に影響していると話している。また、自身の作品に影響するほどテレビゲームが好きで、好きなゲームの一例として『メタルマックス』を挙げている。歌舞伎鑑賞が趣味であり、特に市川海老蔵のファンだと話している。
映像作成の時には絵コンテにイメージを描き起こして文字化するところから始まるため、映像撮影の勉強も小説執筆の勉強に役立っていたかもしれないと示唆している。また、4コマ漫画を描くことを息抜きで行っているため、PCとペンタブは執筆時の必須道具だと話している。
好きなエンターテインメント作品として、『パルプ・フィクション』『AKIRA劇場版』『リンダキューブ アゲイン』『ジョジョの奇妙な冒険』の4作品を挙げている。

## 作品一覧
- 『錆喰いビスコ』シリーズ（イラスト: 赤岸K、世界観イラスト: mocha、電撃文庫〈KADOKAWA〉）[13]